# Liste der Kulturdenkmale in Hohenlockstedt
In der Liste der Kulturdenkmale in Hohenlockstedt sind alle Kulturdenkmale der schleswig-holsteinischen Gemeinde Hohenlockstedt (Kreis Steinburg) aufgelistet (Stand: 14. April 2025).

## Legende
In den Spalten befinden sich folgende Informationen:
- Objekt-ID: die Nummer des Kulturdenkmales
- Lage: die Adresse des Kulturdenkmales und die geographischen Koordinaten. Kartenansicht, um Koordinaten zu setzen. In der Kartenansicht sind Kulturdenkmale ohne Koordinaten mit einem roten Marker dargestellt und können in der Karte gesetzt werden. Kulturdenkmale ohne Bild sind mit einem blauen Marker gekennzeichnet, Kulturdenkmale mit Bild mit einem grünen Marker.
- Offizielle Bezeichnung: Bezeichnung des Kulturdenkmales
- Beschreibung: die Beschreibung des Kulturdenkmales
- Bild: ein Bild des Kulturdenkmales

## Bauliche Anlagen
| Objekt-ID      | Lage                                             | Offizielle Bezeichnung                    | Beschreibung | Bild                             |
| -------------- | ------------------------------------------------ | ----------------------------------------- | --- | -------------------------------- |
| 3101 Wikidata  | Am Wasserturm (53° 58′ 17″ N, 9° 37′ 42″ O)      | Wasserturm                                | Der Wasserturm Hohenlockstedt wurde 1901 bis 1902 errichtet. Er diente zur Wasserversorgung des Lockstedter Lagers, eines Truppenübungsplatzes auf der Lockstedter Heide. Alteintragung (Aktualisierung vorgesehen) - Begründung: Alteintragung (Aktualisierung vorgesehen) - Schutzumfang: Alteintragung (Aktualisierung vorgesehen) - Denkmaltyp: Bauliche Anlage | weitere Fotos \| Fotos hochladen |
| 10273 Wikidata | Am Wasserturm (53° 58′ 17″ N, 9° 37′ 43″ O)      | Maschinenhaus                             | Heute befindet sich im ehemaligen Maschinenhaus das Museum am Wasserturm Hohenlockstedt. Alteintragung (Aktualisierung vorgesehen) - Begründung: Alteintragung (Aktualisierung vorgesehen) - Schutzumfang: Alteintragung (Aktualisierung vorgesehen) - Denkmaltyp: Bauliche Anlage                                                                                  | BW                               |
| 9892 Wikidata  | Finnische Allee 27 (53° 58′ 12″ N, 9° 37′ 14″ O) | Dreifaltigkeitskirche                     | Die Kirche wurde in den Jahren 1961/65 nach Plänen des Münchener Architekten Olaf Andreas Gulbransson als moderner Kirchenbau errichtet. Alteintragung (Aktualisierung vorgesehen) - Begründung: geschichtlich, künstlerisch, städtebaulich - Schutzumfang: Alteintragung (Aktualisierung vorgesehen) - Denkmaltyp: Bauliche Anlage                                 | weitere Fotos \| Fotos hochladen |
| 5174 Wikidata  | Kieler Straße 42 (53° 57′ 40″ N, 9° 37′ 6″ O)    | Ehemaliges Soldatenheim                   | Das Soldatenheim wurde 1911 bis 1912 errichtet, der Entwurf stammt vom Architekten Fritz Höger. Alteintragung (Aktualisierung vorgesehen) - Begründung: geschichtlich, künstlerisch, städtebaulich - Schutzumfang: gesamtes Objekt - Denkmaltyp: Bauliche Anlage | weitere Fotos \| Fotos hochladen |
| 6090 Wikidata  | Kieler Straße 49 (53° 57′ 42″ N, 9° 37′ 2″ O)    | Rathaus (ehemaliges Kommandantenwohnhaus) | Alteintragung (Aktualisierung vorgesehen) - Begründung: geschichtlich, städtebaulich - Schutzumfang: Alteintragung (Aktualisierung vorgesehen) - Denkmaltyp: Bauliche Anlage | Fotos hochladen                  |
| 10271 Wikidata | Kieler Straße 49 (53° 57′ 41″ N, 9° 36′ 59″ O)   | Remise                                    | Alteintragung (Aktualisierung vorgesehen) - Begründung: geschichtlich, städtebaulich - Schutzumfang: Alteintragung (Aktualisierung vorgesehen) - Denkmaltyp: Bauliche Anlage | Fotos hochladen                  |
| 55665          | Lazarettweg 9 (53° 57′ 43″ N, 9° 37′ 17″ O)      | ehem. Lazarettgebäude                     | ehem. Lazarettgebäude; um 1900; eingeschossiger giebelständiger Backsteinbau mit zweigeschossigem Querflügel, jeweils mit Mezzaningeschoss in Fachwerkbauweise und unter weit auskragendem flachen Satteldach - Begründung: geschichtlich, städtebaulich - Schutzumfang: ehem. Lazarettgebäude, - Denkmaltyp: Bauliche Anlage                                       | BW                               |

## Gründenkmale
| Objekt-ID      | Lage                                          | Offizielle Bezeichnung | Beschreibung | Bild            |
| -------------- | --------------------------------------------- | ---------------------- | --- | --------------- |
| 10272 Wikidata | Kieler Straße 49 (53° 57′ 42″ N, 9° 37′ 4″ O) | Park                   | Alteintragung (Aktualisierung vorgesehen) - Begründung: geschichtlich, städtebaulich - Schutzumfang: gesamtes Objekt - Denkmaltyp: Gründenkmal | Fotos hochladen |

## Bewegliche Kulturdenkmale
| Objekt-ID | Lage | Offizielle Bezeichnung                  | Beschreibung | Bild            |
| --------- | ---- | --------------------------------------- | --- | --------------- |
| 37026     | ()   | Flugzeug Focke Wulf Fw 44 J „Stieglitz“ | Focke-Wulf Fw 44 „Stieglitz“, zweisitziger, offener Schulungsdoppeldecker der Bremer Focke-Wulf Flugzeugwerke, Produktionszeit 1932–1945 | Fotos hochladen |

## Quelle
- Liste der Kulturdenkmale in Schleswig-Holstein – Kreis Steinburg